# Niżnia Żłobista Przełączka
Niżnia Żłobista Przełączka (słow. Nižná Zlobná štrbina, niem. Untere Abgrundscharte, węg. Keleti-Meredély-csorba, 2327 m) – przełęcz w słowackiej części grani głównej Tatr Wysokich. Znajduje się pomiędzy Zachodnim Żelaznym Szczytem (ok. 2360 m) a Żłobistym Szczytem (2426 m), dokładniej zaś jego trzecim, najniższym wierzchołkiem zwanym Żłobistą Kopką (Zlobná kopka). Przełęcz ta stanowi najniższe zagłębienie w grani między nimi.
Ku południowemu zachodowi z Niżniej Żłobistej Przełączki opada na Żelazną Płaśń piarżysty, łatwy do przejścia żleb. Jego wylot znajduje się na granicy między Zmarzłą Kotliną i Rumanową Dolinką – spadający nim materiał skalny i śnieg dostają się do obydwu tych dolinek. Na przeciwległą stronę, do Kaczego Żlebu w Dolinie Kaczej opada krucha i bardzo stroma depresja, dołem przekształcająca się w stromą rynnę. Rynna ta uchodzi do Kaczego Żlebu na wysokości około 2000 m nieco powyżej obrywu, który odsłonił nagie płyty.

## Taternictwo
Pierwsze wejście turystyczne
- Janusz Chmielowski, Károly Jordán, Adam Kroebl, Jakub Bachleda, Klemens Bachleda i Jędrzej Marusarz Jarząbek, 28 lipca 1905 r. – letnie[2].

Drogi wspinaczkowe
1. Wielki trawers „Wielkiej Trójki” (z Galerii Gankowej na Niżnią Żłobistą Przełączkę); II w skali tatrzańskiej, czas przejścia 4 godz.
2. Z Doliny Kaczej; IV, 4 godz.
3. Z Doliny Złomisk, ze Złomiskiej Równi; 0, 1 godz.[3]

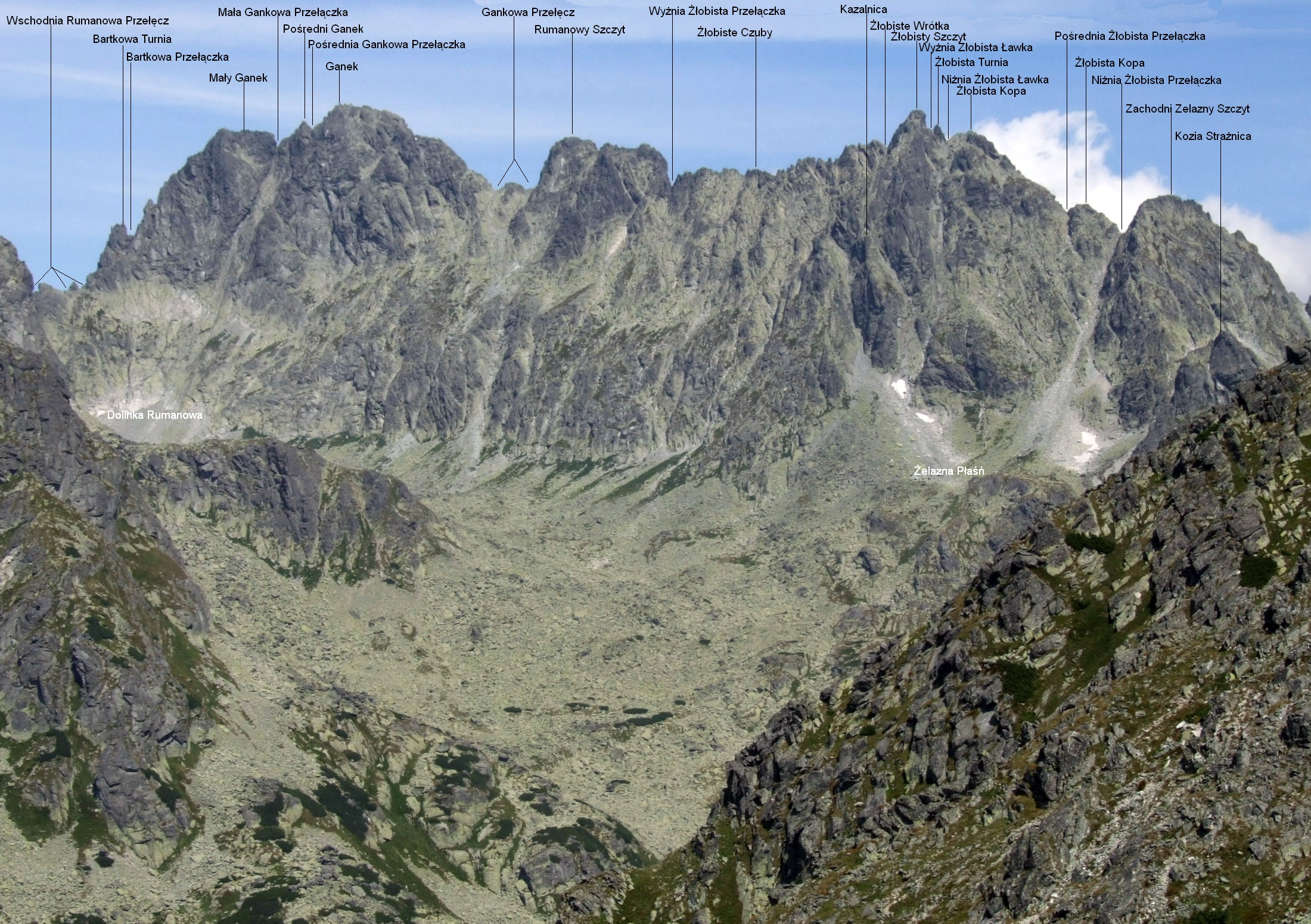
Widok z podejścia na Przełęcz pod Osterwą